# Pintura helenística

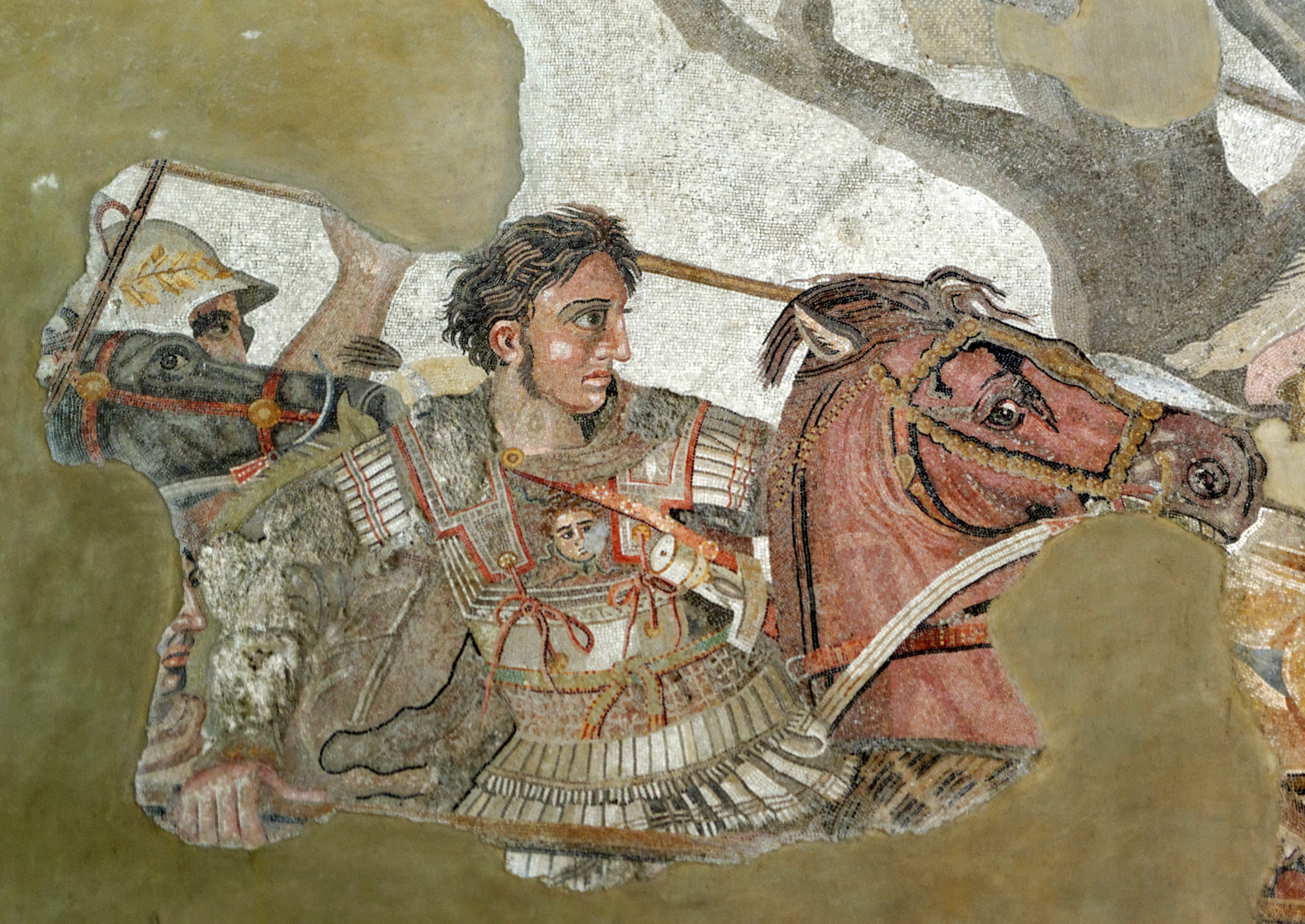
Batalha de Isso, Mosaico de Alexandre

Poucos exemplos de pintura mural grega sobreviveram através dos séculos. Foi necessário se contentar com o estudo das influências helenísticas em afrescos romanos, por exemplo aqueles de Herculano ou Pompeia. Certos afrescos, contudo, fornecem uma boa ideia da pintura grandiosa do período: estas são cópias de afrescos. Um exemplo é o Mosaico de Alexandre, mostrando o confronto do jovem conquistador e o Grande Rei Dario III na Batalha de Isso, um mosaico que adorna as paredes da Casa do Fauno, em Pompeia. Acredita-se ser uma cópia da pintura descrita por Plínio, o Velho. No mosaico, admira-se a escolha das cores, a composição do conjunto com o movimento e a expressividade facial. Descobertas arqueológicas recentes trouxeram à luz algumas obras originais, como por exemplo, a tumba que parece ser de Felipe II. O Período Helenístico é igualmente a época do desenvolvimento do mosaico.

## Ver também

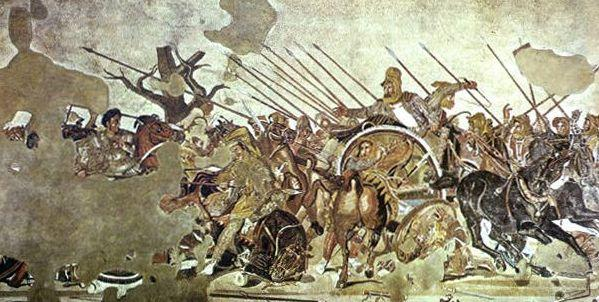
Mosaico de Alexandre, vista geral

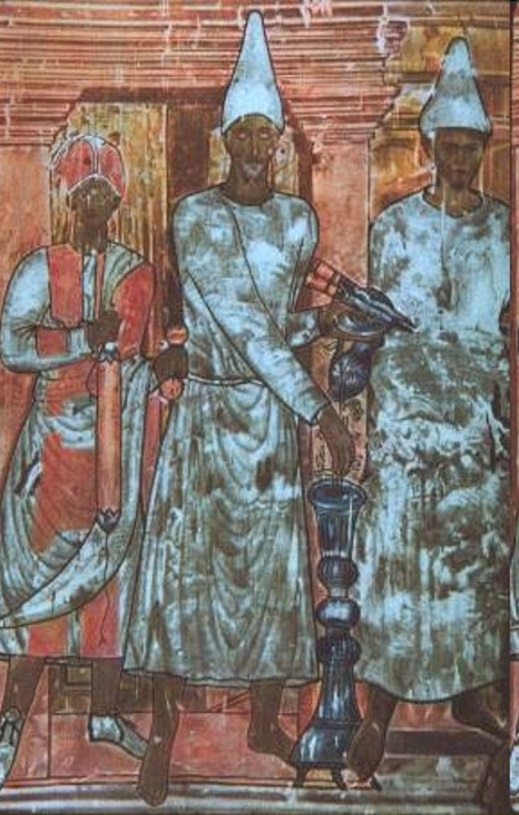
"O Sacrifício de Conon", afresco de Dura Europo, atualmente no Museu Arqueológico de Damasco, Síria.